# François de Fossa

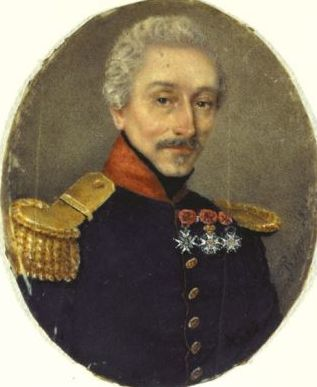
François de Fossa

François de Fossa (auch: Francesc de Paula de Fossà, * 31. August 1775 in Perpignan; † 3. Juni 1849 in Paris) war ein französischer Offizier, Komponist und Gitarrist.

## Karriere beim Militär
De Fossa diente zunächst in der Légion des Pyrénées, übernahm Verwaltungsaufgaben in Spanien, bereiste Mexiko (1798–1803), war daraufhin wieder in Spanien stationiert und floh 1813 mit den napoleonischen Truppen aus Spanien nach Frankreich. Bis zu seiner Pensionierung (1844) nahm er noch am Feldzug in Katalonien (1823), zuletzt als Bataillonskommandeur, sowie am Krieg gegen Algerien (1830) teil. 1825 wurde er zum Ritter der Ehrenlegion ernannt.

## Musikalische Ambitionen
Ähnlich wie seine Zeitgenossen Fernando Sor oder Federico Moretti beschäftigte sich auch de Fossa während seiner Militärzeit intensiv mit der Gitarre. In einem Brief an vom  9. März 1808 an seine Schwester beschreibt er sogar kurzfristig seine Ambitionen für eine professionelle Musikerkarriere. Er war eng mit dem Gitarristen Dionisio Aguado befreundet, dessen Gitarrenschule er ins Französische übersetzte. Seine Kompositionen zeugen von hoher Virtuosität und fundierten satztechnischen Kenntnissen. Stilistisch ist de Fossas Musik der italienischen Manier verpflichtet, beeinflusst von der Musik Luigi Boccherinis. Neben Eigenkompositionen veröffentlichte er eine Reihe von Transkriptionen beliebter klassischer Werke, darunter neun "Grand Duos" nach Streichquartetten von Joseph Haydn.

## Kompositionen (Auswahl)
- La Tirolienne, op. 1
- Première Fantaisie op. 5 (Gitarre solo)
- Cinquième Fantaisie sur l'air de Folies d'Espagne op. 12 (Gitarre solo)
- Quatre Divertissements op. 13 (Gitarre solo)
- Trois Trios Concertantes op. 18 (Violine, Cello, Gitarre)
- Trois Quatours op. 19 (2 Gitarren, Violine, Cello)
- Trois Grand Duos nach Werken von Haydn.

## Bearbeitungen (Auswahl)
- Ouverture du Jeune Henri de Méhul (2 Gitarren)
- Dionisio Aguado: Méthode Complète pour la Guitare. (= Escuela de Guitarra, Segundo Edición, corregida y aumentada.) Hrsg. und übersetzt von François de Fossa, Paris 1826.